# مادبری، استرالیای جنوبی
مادبری (به انگلیسی: Modbury) یک حومه شهر در استرالیا است که در استرالیای جنوبی واقع شده‌است.